# Saint-Laurent-Lolmie

Saint-Laurent-Lolmie este o comună în departamentul Lot din sudul Franței. În 2009 avea o populație de 199 de locuitori.

## Evoluția populației
| An        | 1975 | 1982 | 1990 | 1999 | 2006 | 2009 |
| --------- | ---- | ---- | ---- | ---- | ---- | ---- |
| Populație | 219  | 200  | 228  | 202  | 195  | 199  |